# ファイティング オカン
『ファイティングオカン』は、2011年11月5日に公開された日本映画。TWILIGHT FILEシリーズ25作目。主演は中澤裕子（元モーニング娘。）。他には竹原慎二、木之元亮、深澤大河、内田麻美、菊池勇輝、時東ぁみ、村上東奈が出演。

## あらすじ
伯小夜は旦那と息子との現在の生活に満足している。その生活とは自分の思い通りの人生プランそのものだった。 そんなある日、小夜に愛想を尽かした旦那から離婚届を突きつけられる。 引き留めようとする小夜！ しかし、旦那に突き飛ばされ、家を出て行かれる。 小夜はそれが原因でパート仲間から噂を聞きボクシングを始める事に･･･。
これまで何一つ打ち込んだことのなかった小夜は、次第にボクシングの魅力にのめりこんでいく。 幸せを掴むため、40歳主婦の戦いがいま始まる･･･

## 登場人物
- 佐伯小夜　　演 - 中澤裕子
- 風間亮　　　演 - 竹原慎二
- 佐伯楓　　　演 - 深澤大河
- 浅川希恵　　演 - 内田麻美
- 小宮慎吾　　演 - 菊池勇輝
- 盛田なぎさ　演 - 時東ぁみ
- 井口藍　　　演 - 村上東奈
- 柳本一平　　演 - 木之元亮

## スタッフ
- エグゼクティブプロデューサー / 製作 - 神品信市
- プロデューサー - 坪井力
- キャスティングプロデューサー – MAKIKO
- 監督/脚本 - 前田直樹
- 助監督 - 船谷純矢
- 撮影 - 根岸憲一
- 録音 - 阿尾茂毅
- 製作チーフディレクター - 西村克也
- 制作ディレクター – 上野順司
- 製作ディレクター –長岡真央　愛澤元重　奥村伸也　榎戸博康
- 音楽ディレクター - TOSHIMITSU
- 製作 - MIRAI PICTURES JAPAN
- 配給 - MIRAI